# Читинский институт Байкальского государственного университета
Читинский институт Байкальского государственного университета — высшее учебное заведение в Чите. В качестве высшего учебного заведения работает с 1985 года, когда был открыт Филиал Иркутского института народного хозяйства в г. Чите. С 2015 года является филиалом Байкальского государственного университета. 
Полное официальное наименование — Читинский институт (филиал) федерального государственного бюджетного образовательного учреждения высшего образования «Байкальский государственный университет». 

## Общая информация
В настоящее время, учредителем высшего учебного заведения является Российская Федерация. Осуществлением функций и полномочий возложены на Министерство науки и высшего образования  Российской Федерации. 
Учебное заведение осуществляет подготовку специалистов по направлению экономика, менеджмент, государственное и муниципальное управление, юриспруденция, информатика.
В 1985 году институт был образован и выступил в качестве филиала Иркутского института народного хозяйства. В настоящее время Читинский институт филиал Байкальского государственного университета.
Современные педагогические технологии широко используются в работе преподавательского состава: учебные дискуссии, кейс-методы, деловые игры, лекции-диалоги, технологии исследования, интерактивные методы, проведение круглых столов, выполнение индивидуальных творческих заданий, мастер-классы с привлечением ведущих экспертов, проблемные лекции, дистанционное обучение и другие.
Институт уделяет внимание международному сотрудничеству. Вузы-партнеры института:
- Хэбэйский педагогический университет;
- Шаньдуньский институт бизнеса и технологий;
- Харбинский инженерный университет;
- Даляньский университет иностранных языков;
- Северо-Восточный финансово-экономический университет (г. Далянь);
- Тяньцзиньский педагогический университет.

Высшее учебное заведение ведёт активную работу по направлению культура и искусство, а также по спортивной подготовке. Здесь работают и занимаются: Вокально-эстрадная группа «Кураж», литературный (театральный) клуб, ансамбль стилизованной песни «Слобода», хореографическая группа «Фиеста», команда КВН « Анохина,56».

## История
В 1958 году начал свою работу Всесоюзный заочный экономический институт в Чите в качестве учебно-консультативного пункта.
В 1961 году было принято решение передать этот образовательный центр в состав Иркутского финансово-экономического института.
В 1973 году образовательное учреждение получает в пользование своё первое здание на улице Лермонтова, дом 4, но уже в 1976 переселяется на новое место в здание на ул. Бутина, дом 21.
В 1984 году — в пользование было передано здание на улице Анохина, 56, в котором институт находиться и до настоящего времени.
В 1985 году получил статус института — филиала ИИНХ.

## Хронология переименований[3]
- 20 ноября 1985 года - Институт образован на основании приказа Министерства высшего и среднего специального образования РСФСР как филиал Иркутского института народного хозяйства в городе Чите.

- 17 июня 1997 года - Читинский институт (филиал) Иркутской государственной экономической академии.

- 26 апреля 2002 года - Читинский институт (филиал) ГОУ ВПО Байкальского государственного университета экономики и права.

- 25 декабря 2008 года - Читинский институт (филиал) ГОУ ВПО «Байкальский государственный университет экономики и права».

- 28 апреля 2011 года - Читинский институт (филиал) ФГБОУ ВПО «Байкальский государственный университет экономики и права».

- 29 октября 2015 года - Читинский институт (филиал) ФГБОУ ВО «Байкальский государственный университет».

### Здания и сооружения ЧИБГУ
Высшее учебное заведение размещается в нескольких строениях на территории города Читы:
- 672000, Забайкальский край, город Чита, улица Лермонтова, 12;
- 672000, Забайкальский край, город Чита, улица Анохина, д.56
- 672000, Забайкальский край, город Чита, переулок Кустарный, 1;
- 672000, Забайкальский край, город Чита, улица Нерчинская, 17.

## Структура университета[4]

### Факультет Финансово-экономический
- Кафедра информационных технологий и высшей математики;
- Кафедра мировой экономики, предпринимательства и гуманитарных дисциплин;
- Кафедра финансов и управления.

### Факультет Юридический
- Кафедра гражданского и уголовного права и процесса;
- Кафедра теории, истории и государственно-правовых дисциплин.

### Другие
- Кафедра иностранных языков
- Кафедра физической культуры и спорта

### Подразделения
- Колледж Читинского института (филиала) ФГБОУ ВО «Байкальский государственный университет».